# Epione reticulata
Epione reticulata är en fjärilsart som beskrevs av Barend J. Lempke 1951. Epione reticulata ingår i släktet Epione och familjen mätare. Inga underarter finns listade i Catalogue of Life.